# Хронология древних царств
«Хронология древних царств» (англ. The Chronology of Ancient Kingdoms) — сочинение Исаака Ньютона. Впервые опубликовано в ограниченном количестве посмертно в 1728 году. Впоследствии редко издавалось массовым тиражом и не получило широкой известности. В книге рассмотрена предполагаемая хронология событий Древней Греции, Египта, Ассирии, Вавилона, Мидии, Персии и Израильского царства с точки зрения математики и собственных расчётов датировок событий. Ньютон посвятил написанию этой книги около 40 лет. Завершением этого труда автор занимался все последние годы, вплоть до своей смерти в 1727 году. 

## Содержание
Работа представляет собой взгляд Ньютона на тему хронологии и подробно (87 тысяч слов) описывает возникновение и историю различных древних царств в ранние периоды истории. Трактат состоит из восьми разделов. Первый раздел — вводный, содержит обращение члена парламента Джона Кондуита к королеве Англии. Второй озаглавлен «краткая летопись» и представляет собой список исторических событий в хронологическом порядке с 1125 по 331 год до нашей эры. Большая часть трактата — это шесть глав, каждая из которых описывает хронологию исторических событий конкретных цивилизаций. Эти главы называются:
- Глава I. Хронология первых веков Греции (Of the Chronology of the First Ages of the Greeks)
- Глава II. Египетская империя (Of the Empire of Egypt)
- Глава III. Ассирийская империя (Of the Assyrian Empire)
- Глава IV. Две империи-современники Вавилон и Мидия (Of the two Contemporary Empires of the Babylonians and Medes)
- Глава V. Описание Храма Соломона (A Description of the Temple of Solomon)
- Глава VI. Персидская империя (Of the Empire of the Persians)

В книге была предпринята попытка пересмотра древней хронологии. Результаты исследований Ньютона, стремившегося доказать приоритетность библейской истории (в частности, что царь Соломон и его храм были первыми в истории, а расцвет всех древних цивилизаций, включая египетскую, случился позже), значительно расходятся с принятой в настоящее время датировкой исторических событий.

## Влияние и последователи
Несмотря на значительные усилия Ньютона по написанию этой книги, она не привлекла интереса широких масс и вскоре была забыта. В России на «Хронологию древних царств» ссылаются в своих псевдонаучных сочинениях Николай Морозов и Анатолий Фоменко.

## Издания книги
- Ньютон И. Исправленная хронология древних царств. — М.: РИМИС, 2007. — 656 с. — ISBN 5-9650-0034-0.
- The Chronology of Ancient Kingdoms at Project Gutenberg
- The Chronology of Ancient Kingdoms at The Newton Project (недоступная ссылка)